# Stowarzyszenie Szkół Aktywnych
Stowarzyszenie Szkół Aktywnych – stowarzyszenie utworzone w 1993 roku przez dyrektorów 5 liceów oraz dr Danutę Nakoneczną, opiekuna powstałego wcześniej Towarzystwa Szkół Twórczych (TST). Współpracuje z TST oraz założonym później Stowarzyszeniem Nauczycieli Olimpijskich. Wspólnie tworzą Federację Stowarzyszeń.

## Lista członków
Na podstawie oficjalnej listy na stronie Stowarzyszenia:
- IV Liceum Ogólnokształcące im. Komisji Edukacji Narodowej w Bielsku-Białej
- I Liceum Ogólnokształcące im. Cypriana Kamila Norwida w Bydgoszczy
- III Liceum Ogólnokształcące im. Stefana Batorego w Chorzowie
- I Liceum Ogólnokształcące im. Króla Władysława Jagiełły w Dębicy
- XII Liceum Ogólnokształcące w Gdańsku
- II Liceum Ogólnokształcące im. Marii Skłodowskiej-Curie w Gorzowie Wielkopolskim
- II Liceum Ogólnokształcące im. Marii Konopnickiej w Inowrocławiu
- III Liceum Ogólnokształcące im. Adama Mickiewicza w Katowicach
- I Liceum Ogólnokształcące im. Wojciecha Kętrzyńskiego w Kętrzynie
- V Liceum Ogólnokształcące im. Augusta Witkowskiego w Krakowie
- I Liceum Ogólnokształcące im. Mikołaja Kopernika w Krośnie
- I Liceum Ogólnokształcące im. Stanisława Staszica w Lublinie
- I Liceum Ogólnokształcące im. Józefa Chełmońskiego w Łowiczu
- I Liceum Ogólnokształcące im. Mikołaja Kopernika w Łodzi
- I Liceum Ogólnokształcące im. Jana Długosza w Nowym Sączu
- II Liceum Ogólnokształcące im. Ignacego Gałczyńskiego w Olsztynie
- VIII Liceum Ogólnokształcące im. Adama Mickiewicza w Poznaniu
- I Liceum Ogólnokształcące im. Juliusza Słowackiego w Przemyślu
- I Liceum Ogólnokształcące im. Jana Kasprowicza w Raciborzu
- II Liceum Ogólnokształcące im. Adama Mickiewicza w Słupsku
- V Liceum Ogólnokształcące im. Adama Asnyka w Szczecinie
- II Liceum Ogólnokształcące im. Stefana Żeromskiego w Tomaszowie Mazowieckim
- IV Liceum Ogólnokształcące im. Tadeusza Kościuszki w Toruniu
- Liceum Akademickie w Toruniu
- II Liceum Ogólnokształcące im. Hugona Kołłątaja w Wałbrzychu
- II Liceum Ogólnokształcące im. Stefana Batorego w Warszawie
- IV Liceum Ogólnokształcące im. Adama Mickiewicza w Warszawie
- I Liceum Ogólnokształcące im. Tadeusza Kościuszki w Wieluniu
- I Liceum Ogólnokształcące im. Ziemi Kujawskiej we Włocławku
- V Liceum Ogólnokształcące im. Jana Jakuba Jasińskiego we Wrocławiu